# トゥールーズ・ストリート
『トゥールーズ・ストリート』（Toulouse Street）は、アメリカ合衆国のロック・バンド、ドゥービー・ブラザーズが1972年に発表した2作目のスタジオ・アルバム。

## 解説
本作よりマイケル・ホサックが加入して、バンドはツイン・ドラム編成となった。また、デイヴ・ショグレンの脱退に伴い、本作よりタイラン・ポーターが加入しているが、ショグレンも一部の曲のレコーディングに参加している。
バンドは本作で初めてBillboard 200入りを果たし、最高21位に達した。また、本作からのシングルは「リッスン・トゥ・ザ・ミュージック」が全米11位、「希望の炎」が全米35位に達した。

## 収録曲
特記なき楽曲はトム・ジョンストン作。
1. リッスン・トゥ・ザ・ミュージック - "Listen to the Music" - 4:44
2. ロッキン・ダウン・ザ・ハイウェイ - "Rockin' Down the Highway" - 3:18
3. ママロイ - "Mamaloi" (Patrick Simmons) - 2:28
4. トゥールーズ・ストリート - "Toulouse Street" (P. Simmons) - 3:20
5. コットン・マウス - "Cotton Mouth" (Jimmy Seals, Dash Crofts) - 3:44
6. ドント・スタート・ミー・トゥ・トーキン - "Don't Start Me to Talkin'" (Sonny Boy Williamson) - 2:41
7. 希望の炎 - "Jesus Is Just Alright" (Arthur Reid Reynolds) - 4:33
8. ホワイト・サン - "White Sun" - 2:28
9. ディサイプル - "Disciple" - 6:42
10. スネイク・マン - "Snake Man" - 1:35

## 参加ミュージシャン
- トム・ジョンストン - ボーカル、ギター
- パトリック・シモンズ - ボーカル、ギター
- タイラン・ポーター - ボーカル、ベース
- ジョン・ハートマン - ドラムス、パーカッション
- マイケル・ホサック - ドラムス

アディショナル・ミュージシャン
- ビル・ペイン - ピアノ、オルガン
- デイヴ・ショグレン - ギター、ベース(#4)、ボーカル(#8)
- Jerry Jumonville - サックス
- Jon Robert Smith - サックス
- Joe Lane Davis - サックス
- Sherman Marshall Cyr - トランペット